# 小川政亮
小川 政亮（おがわ まさあき、1920年1月 - 2017年5月7日）は、日本の法学者、日本社会事業大学名誉教授。専攻は社会保障法。

## 略歴
東京出身。1939年に武蔵高等学校高等科を卒業し、東京帝国大学法学部法律学科に入学。在学中、東京市内外の軍事扶助受給者や少年労働者への訪問調査を行い、彼らの生活実態や意識に触れた。1941年（昭和16年）に大学を繰り上げ卒業した。卒業前に徴兵検査を受け、第二種乙種合格となり、1942年（昭和17年）2月1日に近衛歩兵第2連隊に配属された後、幹部候補生として前橋陸軍予備士官学校に入った。ふたたび近衛歩兵に戻り、1945年（昭和20年）4月に伊勢警備隊に転属して終戦を迎えた。10月末に復員し、東京に戻った。
同胞援護会に勤めたのち、日本社会事業学校から日本社会事業専門学校の設立に関わり、1947年に同校の開校と同時に着任。同年に結婚。日本社会事業大学助教授、教授。1980年、金沢大学法学部教授となり、1985年（昭和60年）に定年退官。日本福祉大学教授。朝日訴訟で原告側証人となり、生存権保障理論を構築。堀木訴訟中央対策協議会会長、社会保障の定着に寄与した。1994年（平成9年）に妻と死別。

## 家族
- 母方高祖父・伊藤圭介 (理学博士)
- 父方祖父・小川政成（孜成、1844-1908） ‐ 医師。加賀藩の医員を代々務める家系に生まれ、高沢菊礀、井口犀川、千秋有磯らに経史や医学を学んだのちに加賀藩の藩校「明倫堂」の医学講師となり、藩の医学研究所「卯辰山養生所」の棟取を経て、維新後の1872年に東京に遊学、緒方惟準の塾監を務めるなどしたのち帰郷して医業を続け、二等医務取締、石川県地方衛生会委員、金沢区衛生会委員、金沢医会評議員を歴任。著書に『兼六公園史』など。[9][10]
- 母方大伯父・伊藤篤太郎 ‐ 岳父に柳本直太郎
- 父方伯父・小川政修（1875-） ‐ 政成の長男。九州帝国大学名誉教授、日本細菌学会第7代会長。金沢で生まれ、四高を経て1903年に東京帝国大学医科大学を卒業後、京都帝国大学福岡医科大学助教授に就任、細菌学研究のため約4年間ドイツ留学、帰国後九州帝大医学部教授。妻の圭子は伊藤圭介の孫で篤太郎の末妹。長男の小川政禧は栄養化学者・椙山女学園大学学長。[11][12][13]
- 父・小川恂蔵（1880-） ‐ 政成の三男。少年院院長。1906年に東京帝国大学文科大学哲学科を卒業し、京都帝大大学院を経て、佐賀県立小城中学校、京都高等工芸学校 (旧制)、公立実業専門学校、千葉高等園芸学校、国立感化院、国立武蔵野学院の教諭を歴任後、矯正院教官として浪速少年院長、多摩少年院長を務めた。[14][15][16]
- 母・清（1898-） ‐ 芝罘郵便局長・高垣徳治と良子（伊藤圭介の孫で篤太郎の妹、小川政修の妻の妹）の長女。横手高等女学校卒。[15][17]
- 弟・小川政邦（1931-） ‐ 創価大学文学部教授。東京外国語大学ロシヤ語学科卒業後、ソビエト・ニュース通信社、NHK文化研究所勤務ののち大学教員に転ず。[15][18][19]

## 著書
- 『家族・国籍・社会保障』勁草書房 1964
- 『権利としての社会保障』勁草書房 1964
- 『社会事業法制概説』誠信書房 1964 社会福祉事業シリーズ
- 『社会事業法制』ミネルヴァ書房 1973 社会福祉選書
- 『社会保障権と福祉行政 生存権の民主的・普遍的実現のために』ミネルヴァ書房 1974
- 『社会保障権 歩みと現代的意義』自治体研究社 1989 現代自治選書
- 『高齢者の人権 これまで・これから』自治体研究社 2000
- 『小川政亮著作集』全8巻 小川政亮著作集編集委員会編 大月書店、2007
第1巻 人権としての社会保障
第2巻 社会保障法の史的展開
第3巻 社会保障の権利と組織・財政
第4巻 家族・子どもと社会保障　
第5巻 障害者・患者・高齢者の人として生きる権利
第6巻 戦後の貧困層と公的扶助の権利
第7巻 社会保障権と裁判
第8巻 社会保障と平和・国籍・被爆者

### 共編著
- 『社会保障と社会事業』吉田久一共編 医歯薬出版 1960
- 『社会保障事典』吉田秀夫,鷲谷善教共著 家の光協会 1971
- 『社会保障の思想と権利』沼田稲次郎,松尾均共編 労働旬報社 1973
- 『扶助と福祉』編 至誠堂 1973 現代社会保障叢書
- 『社会保障法を学ぶ 制度と運用の問題点』編 有斐閣選書 1974
- 『障害者と人権』編 時事通信社 1974 市民の学術双書
- 『福祉・障害者・大学 障害者の教育権と社会福祉研究・教育体制』小川太郎,浦辺史共編 ミネルヴァ書房 1975
- 『携帯市民六法』責任編集:渡辺洋三 ;編集委員の一人 実業之日本社 1976
- 『社会保障のすべて』吉田秀夫,鷲谷善教共著 家の光協会 1976
- 『扶助と福祉の法学』編著 一粒社 1978 社会福祉と諸科学
- 『社会保障裁判 戦後社会保障権運動の発展』編 ミネルヴァ書房 1980
- 『人権としての社会保障原則 社会保障憲章と現代』編著 ミネルヴァ書房 1985
- 『福祉行政と市町村障害者計画 住民・当事者参加の施策づくりと障害者運動の課題』編著 群青社 1997
- 『「社会福死」への道 社会福祉基礎構造改革の問題点』真田是,浅井春夫共著　かもがわブックレット 1999
- 『明日の福祉に求められるもの 福祉の原点を考える』北川隆吉,関家新助共編著 中央法規出版 2002
- 『わが最高の伴侶たりし 小川美代子追悼・遺稿集』編 文芸社 2005

## 参考
- デジタル版 日本人名大辞典+Plus『小川政亮』 - コトバンク
- 明治学院大学図書館
- 佐藤むつみ「ありのままに生きる　鰥　やもお　12年記」、『法と民主主義』、2006年10月号。